# Appias indra
Appias indra is een vlindersoort uit de familie van de Pieridae (witjes), onderfamilie Pierinae.
Appias indra werd in 1857 beschreven door Moore.